# 緊急避難
緊急避難（きんきゅうひなん）とは、急迫な危険・危難を避けるためにやむを得ず他者の権利を侵害したり危難を生じさせている物を破壊したりする行為であり、本来ならば法的責任を問われるものであるが、一定の条件の下に免除されるものをいう。
刑法、民法、国際法においてそれぞれ意味が異なるので、以下、個別に解説する。

## 刑事上の緊急避難

### 概説
刑法における緊急避難は、人や物から生じた現在の危難に対して、自己または第三者の権利や利益（生命、身体、自由、または財産など）を守るため、他の手段が無いためにやむを得ず他人やその財産に危害を加えたとしても、やむを得ずに生じさせてしまった損害よりも避けようとした損害の方が大きい場合には犯罪は成立しないという制度である。
「必要は法をもたない」という一般原則はかなり古くから認められてきたものであるが、学問上では緊急避難は正当防衛よりもさらに遅れて刑法学に登場した。
緊急避難の本質に関しては次のような学説の対立がある。
- 違法性阻却説
緊急避難は違法性阻却事由であり犯罪は成立しないとする学説。
  - 放任行為説
緊急避難行為は放任行為であり違法性が阻却されるとする学説。放任行為説に対しては刑法上の行為は違法か適法かであり積極的に違法でないものはすべて適法行為であり妥当でないという批判がある[1]
  - 法益衡量説
小さな法益を犠牲にしてでも大きい法益を保護することは法秩序の要求にも合致するとして違法性が阻却されるとする学説[2]。違法性阻却説（法益衡量説）は日本の刑法学では通説となっている[2][3]。
- 責任阻却説
  - 緊急避難は第三者の法益を侵害しており違法な行為ではあるが期待可能性を欠くため責任阻却事由として犯罪は成立しないとする学説。
  - 他人の法益のための緊急避難の場合には期待可能性を欠くとはいえないのではないかという批判がある[2]。
- 二分説
  - 緊急避難は原則として違法性阻却事由であるが、例外として責任阻却事由となる場合もあるとする学説。二分説はドイツの刑法学では通説となっている[4]。
- 処罰阻却事由説
  - 緊急避難が成立する場合でもその行為は違法かつ有責な行為であり犯罪は成立するが処罰阻却事由であるとする学説。
  - 緊急避難が成立する場合でも犯罪は成立するという解釈は、現行刑法の立場とは明らかに矛盾するため、この説をとる論者はみられなくなっている[5]。

### 日本の刑法上の緊急避難
日本の刑法では、自己又は他人の生命、身体、自由又は財産に対する現在の危難を避けるため、やむを得ずにした行為は、これによって生じた害が避けようとした害の程度を超えなかった場合に限り、罰しないと規定している（刑法37条1項）。
日本の刑法学では緊急避難は違法性阻却事由とみる説が通説となっている。
日本の刑法では条文の位置からも正当行為、正当防衛、緊急避難の順に規定されており、前二者が明らかに違法性阻却事由であることから緊急避難も違法性阻却事由と解されている。違法性が阻却されるためには刑法37条の要件を満たす必要がある。なお、以下の刑法37条の要件を満たさない場合でも期待可能性を欠く場合には責任が阻却されることがあり得る（超法規的緊急避難と呼ぶ）。

#### 現在の危難
緊急避難は現在の危難を避けるためのものでなければならない。
- 現在
  - 現在とは法益の侵害の危険が直接切迫していることをいい、過去の危難や将来の危難に対しては緊急避難は成立しない[7][8]。
  - 危難は現在にあれば一時的なものでも継続的なものでもよい[8]。
- 危難
  - 危難とは法益を侵害させる結果を生じるような危険な状態をいい、客観的に存在するものでなければならない[8]。
  - 正当防衛の「急迫不正の侵害」とは異なり、危難は不正なものである必要はなく、人の行為のほか自然現象や動物の動作などでもよい[8]。

#### 自己または他人の生命・身体・自由・財産を守るため
緊急避難は自己又は他人の生命・身体・自由・財産を守るためにするものでなければならない。
- 自己又は他人の生命、身体、自由又は財産
  - 刑法37条1項の「自己又は他人の生命、身体、自由又は財産」が制限列挙か例示列挙かで争いがあるが、通説は例示列挙であり名誉等についても緊急避難は成立すると解する[7][9]。
- 避難の意思
  - 避難の意思についても正当防衛における防衛の意思の要否に対応した問題がある[7]。

#### やむを得ずにした行為（補充の原則）
「やむを得ず」は正当防衛について定めた刑法36条と文言は同じであるが、緊急避難を定めた刑法37条の「やむを得ず」の場合には他にとるべき方法がなかった場合でなければならない（補充の原則）。正当防衛が違法行為に対する反撃行為であるのに対し、緊急避難は危難とは無関係な第三者への危難の転嫁を内容とするため要件が厳格になっている。

#### 法益権衡保持の原則
緊急避難の場合には、避難行為によって生じた害が避けようとした害の程度を超えないことを要する（法益権衡の原則、法益権衡保持の原則）。法益の比較は実際には容易でなく、法秩序全体の精神に基づき具体的な場合について客観的かつ合理的に判断するほかないとされる。

#### 過剰避難・誤想避難・誤想過剰避難
避難行為はあったが緊急避難の要件を欠いているため違法性が阻却されない場合として過剰避難、誤想避難、誤想過剰避難がある。
- 過剰避難

現在の危難はあるが、その避難行為が緊急の程度を超えた場合には緊急避難とはならず、このような場合を過剰避難という。過剰避難では違法性は阻却されず、情状により責任が軽いと解されるときは、刑を軽減したり免除したりすることが出来る（刑法37条2項）。
- 誤想避難

現在の危難がないにもかかわらず、こうした危難があると誤想して避難行為を行うことを誤想避難という。誤想避難の場合にも違法性は阻却されない。
- 誤想過剰避難

現在の危難がないにもかかわらず、こうした危難があると誤想して避難行為を行い、かつ、それが行為者の誤想した危難に対する避難としては過剰な行為であることを誤想過剰避難という。
これらには正当防衛の過剰防衛、誤想防衛、誤想過剰防衛に対応した問題がある。誤想避難及び誤想過剰避難については錯誤を参照。

#### 自招危難
自ら招いた危難に緊急避難が成立するかどうかについては、故意によって招来した危難については緊急避難は許されないとする学説や緊急避難の他の要件を充足する限り自招危難に対する緊急避難も可能とする学説があるほか、判例には過失による自招行為に対する緊急避難を否定したもの（大正13年12月12日大審院判決刑集3巻867頁）もある。ただし、過失による自招危難に対する緊急避難を否定する見解に対しては、過失により火を出した者には緊急避難が認められないことになるなど不合理であるという批判がある。

#### 業務上特別の義務がある者の特則
緊急避難の規定（刑法37条1項）は業務上特別の義務がある者には適用されない（刑法37条2項）。
警察官や自衛官、消防吏員、消防団員などは、その業務の性質上、危難に赴くべき社会的責任を負っていると考えられ、緊急避難を理由にその義務に反することは認められない。ただし、これらの者の緊急避難が絶対的に認められないわけではない。例えば他人の法益を守るための緊急避難は一般原則に従って認められると解されている。警察官職務執行法第7条（武器の使用）はこのことを予想した上で明文で規定している。また、自己の法益を守る場合でもその本来の義務の履行と調和が図られる範囲内で緊急避難は成立し得る。消火活動中の消防士、消防団員が崩れてきた建物の下敷きになるのを避けるため隣家の板塀を破って避難した場合には緊急避難が成立する。

## 民事上の緊急避難
民事上の緊急避難とは、一定の危難から自己または第三者の権利を守るため、やむを得ずにした行為によって他者に損害を与えたとしても損害賠償責任は発生しないとする制度をいう。

### 日本の民法上の緊急避難
日本の民法における緊急避難は、他人の物によって生じた急迫の危難に対して、自己または第三者の権利を防衛するためにその物を毀損する行為については不法行為による責任を問わないというものである。民法720条2項に規定がある。
例えば、他人の飼い犬（生物であるが民法上はあくまで「物」として扱われる）が暴走して襲ってきた場合にこれを撃退するのが民法上の緊急避難である。他にも、今にも崩れそうなブロック塀がある場合に所有者の確認をとらないままこれを取り壊してしまう行為などが緊急避難にあてはまる。
なお、正当防衛も民法に規定されている（民法720条1項本文）。両者の違いは、正当防衛が「他人の不法行為」に対する防衛であるのに対して、緊急避難は「他人の物から生じた急迫の危険」に対する防衛であることである。つまり、正当防衛は他人の行為からの防衛であり、緊急避難は他人の所有する物からの防衛が問題となる。例えば、暴漢から逃れるため他人の家の門を壊して敷地内へ逃げ込んだ場合、刑法上では緊急避難の問題となるが、民法上は正当防衛の問題となる。
なお、被害者（飼い犬の権利者）から不法行為者（飼い犬をして襲わしめる事につき責任のあるもの）への損害賠償請求を妨げない（720条1項但書、同条2項）。例えば、持ち主Aから飼い犬を預かって散歩に連れて行ったCが、過失により犬を放してしまい、結果犬がBを襲ったため、やむをえずBが犬を撃退した場合、AはBではなくCに対して損害賠償請求をする事ができる。

### 英米法上の民事上の緊急避難
英米法でも、他人（原告）に損害を与えた者（被告）が、原告とは無関係に生じた一定の危難から被告自身または第三者の人格的または財産的利益を守るため合理的にみて必要な措置をとったために損害を発生させたものであると認められるときには、被告はその損害についての責任を免れるものとされている。

## 国際法上の緊急避難
国際法における緊急避難 (necessity) とは、国家が重大かつ急迫の危険から自国にとって本質的な利益 (essential interest) を保護するために国際法違反の措置が講じられたとしても、他に手段が無く相手国に本質的な利益に対する重大な侵害が発生しないならば例外的に適法とされる行為のことをいう。これは国際慣習法上認められた違法性阻却事由である。緊急避難が必要となる状態のことを緊急状態 (state of necessity) という。
このことは、国際司法裁判所 (ICJ) の「ガブチコヴォ・ナジュマロシュ計画事件」判決（1997年、ガブチコヴォ（ハンガリー）とナジュマロシュ（チェコスロヴァキア）に跨る水門を建設するため締結された条約に関しての紛争）において確認されている。
また、国際連合の国際法委員会 (ILC: International Law Commission) が国家責任に関する国際慣習法の法典化を推進しており、そこで2001年に採択された「国際違法行為に対する国家責任 (Responsibility of States for internationally wrongful acts)」条約案の25条にも緊急避難に関する規定があり、上記判決もこの条文の草案（当時33条）を緊急避難が可能となる要件について述べる際に引用している。